# Horst Hippler
Horst Hippler (Göttingen, 23 de setembro de 1946 –  6 de março de 2024) foi um físico-químico alemão.

## Vida e obra
Hippler estudou física na Universidade de Göttingen (Diploma 1970) e obteve um doutorado em 1974 na Escola Politécnica Federal de Lausanne. Em 1975/1976 foi pós-doutorando no Laboratório de pesquisas da IBM em San José, Califórnia. De 1977 a 1992 foi wissenschaftlicher Assistent e diretor de projeto em um Sonderforschungsbereich (SFB) na Universidade de Göttingen, onde obteve em 1988 a habilitação.

## Publicações selecionadas
- com B. Viskolcz: Addition complex formation vs. direct abstraction in the OH + C2H4 reaction. In: Phys. Chem. Chem. Phys. 2(16), 2000, S. 3591–3596.
- Formation and degradation of hydrocarbons in high-temperature reactions. In: Phys. Chem. Chem. Phys. 4, 2002, S. vii.
- com N. Krasteva und F. Striebel: The thermal unimolecular decomposition of HCO: effects of state specific rate constants on the thermal rate constant. In: Phys. Chem. Chem. Phys. 6, 2004, S. 3383–3388.
- com Binod R. Giri, Tobias Bentz und Matthias Olzmann: Shock-Tube Study of the Reactions of Hydrogen Atoms with Benzene and Phenyl Radicals. In: Zeitschrift für Physikalische Chemie, 223, 2009, S. 539-549
- com Ravi Xavier Fernandes und Christa Fittschen: Kinetic Investigations of the Unimolecular Decomposition of Dimethylether behind Shock Waves. In: Reaction Kinetics and Catalysis Letters, 96, 2009, S. 279-289
- com Oliver Schalk, Ji-Ping Yang, Andreas Hertwig und Andreas N. Unterreiner: Vibrational cooling in the liquid phase studied by ultrafast investigations of cycloheptatriene. In: Molecular Physics, 107, 2009, S. 2159-2167
- Horst Hippler (Editor): Ingenieurpromotion - Stärken und Qualitätssicherung, Springer, Heidelberg 2011, ISBN 978-3-642-23661-7.